# 飛鳥了
飛鳥 了（あすか りょう）は、永井豪作の漫画『デビルマン』、『デビルマンレディー』、『バイオレンスジャック』他に登場する架空の人物。

## 演じた人物
声優
- 水島裕（OVA版〈誕生編・妖鳥死麗濡編〉、CBキャラ 永井豪ワールド）
- 関智一（AMON デビルマン黙示録）
- 古澤徹（PS版ゲーム『デビルマン』）
- かかずゆみ（ゲーム『悪魔雀〜デビルマージャン〜』）
- 保志総一朗（パチスロ『デビルマンII 悪魔復活』）
- 日野聡（サイボーグ009VSデビルマン）
- 村瀬歩（DEVILMAN crybaby）
- 藤村真優（DEVILMAN crybaby・少年時代）
- 清里孝也（パチンコ『Pデビルマン 〜疾風迅雷〜』）

俳優
- 伊﨑右典（実写映画版）

## 人物像
明曰く天使のように美しい外見。また、作中(外伝も含む）に於いて人前ではエキセントリックかつクールな性格だが、明曰く「クールを気取るが虫も殺せないおしとやか」な性格。外伝では明の前で一人称が「俺」から「僕」に変化するなど、相手によって態度に変化がみられる。ゆえに了が明に対して少々猫を被っていると看做すことが出来る場面も見受けられる。
多数の永井豪作品に『スター・システム』によって登場している。

### 『デビルマン』
不動明の親友。金髪に青い目の美少年。其の美貌は天使すら連想させるらしい。日本人の父と白人の母の間に産まれたハーフである。
本編中で起こったことではあるものの、当作品では描かれなかった出来事を纏めた外伝などでは、不動明を同性ながら愛してしまったゆえの懊悩が見え隠れする。
考古学者であった父の研究を引き継ぎ、デーモンの存在を知る。そして、不動明と共にデーモンとの合体の準備を整える。
しかし合体には失敗し、明とデーモンの戦闘に巻き込まれ重傷を負う。そのかわりテレパシー能力が身についたようで、入院中に明のピンチを察し駆けつけたりなどしている（テレパシーは了ではなく、内なる「了の正体」の無意識下の意思による産物である可能性が外伝「新デビルマン」で示唆されている）。
デーモンと合体し逸れた普通の人間として、世界が混乱に陥っていくさまを非常に恐れているが、徐々に事件が自分の考え通りに展開していくことに疑問を抱くようになる。
牧村美樹が不良に絡まれ、不動明が困惑しながらも美樹を救出しようと行動していた際に現れ、「（美樹を救うことよりも）俺の用の方が重要だ 来い!!」と発言。それでも美樹を救おうとする明と自分に対して不良が挑発すると、猟銃を改造した銃を発砲して、その件を強制的に終わらせるなど、中々にして強引な面がある。不動明が危機に瀕した際には、いち早く彼を救出するために赤の他人を脅してもいる。
女性に割れたガラス瓶を突き刺し、高笑いするなど、かなりの暴力性を秘めている。
また、「デーモンハンター回」などで見られるように、明と二人きりの時は他者に採る高圧的な態度が無くなり、口調が若干変化する。
麻薬入りの煙草を吸っている。どの時点から吸い始めたのか、またその後煙草を止めたのかは不明。
初登場には睡眠不足のような目付きだったが、徐々に直っていった。
また、上述した通り、暴力的で強引、高圧的な態度を他者に取るが、同時に明の危機にはデーモンの猛者にすら臆すること無く立ち向かう勇敢な性格でもある。
因みにペットとしてカナリアや犬を飼っていた。
不動明曰く、まだ中学時代の彼には本編中の暴力性は見られなかったらしい。実際に、中学時代の明と了が描写された外伝「ネオデビルマン（永井豪 直筆部分）」では、確かに明とのやり取りは非常に柔和ではあった。併し、「喧嘩売ってる？」と謂う旨の発言もその物語中でしており、本編中の了の暴力性の片鱗が見えている。だが、不動明はそんな彼を、外伝「新デビルマン」に於いて虫も殺せないおしとやかな性格と評している。
麻薬の所持、猟銃の改造の他、免許証の偽装や一般人への暴行、個人情報の抽出など、平然と法を破っていた。
「デーモンハンター回」や物語終盤などで見られるように、緊張状態では顔を引き攣らせながら笑う傾向にある。
了は銃などの所持について自身の身に危険を感じていることを理由にしていたが、『激マン！デビルマンの章』によると、銃の所持は不動明を危険から守るため。実際上作中で銃を使用した場面は明が不良に絡まれていた時と明がデーモンに殺されそうになった時の二つのみである。
なお、テレビアニメ版『デビルマン』では、彼に容姿が似ている「氷村巌」が登場しているが、飛鳥了は登場しない。『激マン! デビルマンの章』によると、物語の導入に際して「案内人」として設定した人物であり、デビルマンが登場した時点で死んだのだが、永井はストーリーの続きが描けなくなったため担当の意見もあって強引に「生きていたこと」にして出演が続行となった。そのためアニメ側からも代替のキャラを求められて氷村をデザインしたとのこと。

### 外伝作品
『新デビルマン』:主に本編で描かれなかった、本編中の時系列の間に存在している二人きりでのタイムトラベルが描かれている。
特に新デビルマンでは飛鳥了としての明への激しい恋慕が明確に描かれている。それは明に「ぼ、僕は女に興味はない」「本当なんだ」と告白紛いの発言を行っていることから確認できる。
そして本編のアーマゲドン（ハルマゲドン）が起こる直前に了から明に会いに行ったが、明はまるで了の存在を認知していないかのように無視し、通りすぎて行ってしまった。
了の表情は明が通りすぎて行く最中の三コマで微々たるものだが哀しみを帯びてゆき、ページ最後の一コマの了の表情は窺い知ることはできない。
『ネオデビルマン』:原作者である永井豪による直筆部分では、明との初めての出会いが描かれている。そして仲が急速に深まった二人は共にピクニックにまで行くように。しかし姿は飛鳥了であるが、意識が既に飛鳥了であるなら、不可解な言動がある。
『夏の日』:また、完全描き下ろしの海水浴回「夏の日」でも明への恋愛感情と美樹への猛烈な嫉妬が描写されており、美樹と明が二人で泳いでいる最中に5ページに渡り美樹を睨んでおり、無意識に悪魔を呼び寄せ、美樹を殺しかけてしまった。
そして二人をみて明が自分を睥睨し、自分からはなれて美樹の元へと向かう悪夢に魘されている。
しかし、美樹の異変に気付いた明は彼女を救出。その後夕日に照らされながら肌を寄せ合う二人が描かれている。美樹を殺すという行動は皮肉にも明と美樹の距離を縮める要因となってしまった。

### 小説版 『真・デビルマン』
設定はほとんど原作準拠。ただし、不動明に絡んでいた不良に対して、原作は猟銃を発砲したが、小説版は牽制のみなど、性格は少々温厚になっている。しかし彼の仕草や外見に対する文章表現は原作よりもやや女性的になっている。原作漫画版と同じく矢張り明と美樹の関係には思うところがある様子。
また、原作とは違い牧村美樹が明と了の仲に嫉妬している場面がある（原作漫画は了の初登場と描き下ろし「夏の日」以外接触していない）。

### 続編『バイオレンスジャック』
如月ハニーの生き別れの兄として関東で暮らしていた。
大地震後は魔王スラムキングの店でボーイとして働いていたが、恋人（厳密には誤り。詳細は項目「サタン」で記述。）である牧村美樹がキングの愛人に見初められたことで2人で逃亡を図る。
しかし発見されてしまい、見せしめのためスラムキングに四肢を切り落とされた人犬の身に落とされることになる。
出番そのものは多くはないが、物語の鍵を握るキャラクターとして最後に正体が明かされる。

### 続編『デビルマンレディー』
不動明の回想にのみ登場。
明にとっては飛鳥了と後述のある存在は同一視出来る者であることがわかった。明にとって彼は自身（明）が地獄に陥った原因であり、憎しみであるが、如何なる意味であれ、それでもなお不動は了を好きであり、明は了を「出来ることなら理解したい」と述べている。

### 実写版『DEVILMAN』
不動明の親友として登場。不動明と幼なじみである、本編中でも同じ学校に通っている（原作は明が転校し了から離脱）など、原作との差異も見られる。
明のモノローグでは、普段から少々言動が珍奇であったと評されている。
授業中に不動明に危害を加えた者の居る教室に乗り込み、指を切り落とすなどの暴力性を見せる反面、学校の無断欠席を咎められた際には直ぐに謝罪するなど、礼儀正しさも併せ持つ。原作は白人の血が入ったハーフであるが、こちらは純日本人。美形であることとプロポーションが整っている点は共通。
不動明には言動共に非常に思慮深くあり、上記のように明と敵対する者へ過度に攻撃的になったり、例の加害者とは別の件で明を三人がかりで暴行した者へは明との約束を破ってでも報復しようとするなど獰猛な姿を見せる。しかし明が煩悶している際には一言ではあるが、明がその心理状態から立ち直るために十分な言葉を投げ掛けてもいる。少々一般から逸れた価値観を有するが、明に対しての気配りは真正である。
crybaby版と幾らか共通点が見られるが、終盤に「お前だけは好きだった」と不動明に対して発言しており、自分の抱く感情に明確な理解がある点はcrybaby版と対照的である。
明と美樹が二人しか居ない空間で話していた「神の存在の有無」について、後々明に「神はいたか?!」と問いかけており、crybaby版と同じく、どこかしらで明を監視または盗聴している可能性が示唆されている。
さらには上記のように自分が相手に抱く好意には自覚があるが、牧村美樹に好意を寄せる不動明が彼女に笑顔を向けた際には「何で笑ってるんだ？お前」と明の笑顔に疑問を持っており、（明含め）他者が誰かに向ける愛に対してはcrybaby版と同様に鈍いところがあると言える。
上述の通り、実写版とそれより幾分も後に製作されたcrybaby版は陸上競技、ラップ要素、飛鳥了の言動など、幾らかの共通点がある。

### アニメ版『DEVILMAN crybaby』
本人曰く嫌われ者。
物語冒頭で描写された不動明に出会う前の幼少期に当たる彼の瞳には生気が宿っておらず、陰鬱な表情であったが、不動明に「大丈夫？」と声を掛けられ、手を差し伸べられてから瞳が光を取り戻した。その際彼に「大丈夫。怖くない。怖くない」と宥められており、非常に周囲に対して恐怖を抱いていた様子。
持ち前の頭脳でかなり裕福な暮らしを営んでおり、不動明にバイクや携帯、高級な食糧などを買い与えている。だが同時に了はその携帯から明が自分以外の人間と喋った言葉を録音、盗聴しており、また、明の母の携帯から無断で明の写真をダウンロードしている。
この作品の彼は不動明への愛を自覚していない。しかしながら、明に食物を食べさせて貰った際に自分（了）の瞳を小刻みに震わせていたり、幼少期から雨で濡れた明に静かに傘を差すなどの、不動明への確かな愛情表現を行っている（傘を差すとは愛情表現の一つであり、一般に傘を差し出している方が差されている方へ深い愛情を向けている）。
実写版と同じく、明に何かしらの被害を与えた輩には幼いころから報復を行っていたらしい。また実写版同様に、明以外への異常な暴力性と、時折見せる礼儀正しさを併せ持つ。
明の靴を盗んだ三人（実写版も暴行して報復されたのは三人）に具体的に何をしたのかは描写されていないが、明の靴を盗んだ三人が先ず映り、次に彼らを睨み付ける了、最後に了が取り返した明の靴と共に例の三人の靴も明の元へ持って来ている描写がある。
因みにこの作品でも牧村美樹を殺害しようとしている。
なお、明への自らの深い愛は自覚はしていないものの、「お前が必要なんだ」「お前しか俺が信用出来る者がいない」「お前が信じられるのは俺だけだ」など、ただ愛を自覚していないだけで、かなり感情表現には素直である。
自分の不動明へ抱く愛に無自覚のうちは、人が他者へ抱く感情を理解出来ずにいた。

### OVA版
明に恋した理由を除けば大まかには原作通り。ただし牧村美樹との仲は全作品で最も険悪だと言っても過言ではない。睨みながらではあるが挨拶をした美樹に対して了は無視し、美樹は了の美しさに嫉妬を覚え、了は自身が明に同行を要求した際に美樹も付いて来ようとしたところ、ナイフを突き付けている。その際に美樹も驚きはしたが、了を睨み続けていた。
自分と明に襲い掛かったデーモンが飛散した際に、その血を浴びてしたり顔になるなど、原作よりさらに暴力的になっている。
自身に好意的な女性に対しても尊大な態度を採っている。

### ドラマCD『デビルマン伝説』
自身の本当の正体を知り、不動明に「どうか新世界に生きてくれ」と自分の思いの丈を語った。しかし、その場面は既に本来の記憶が戻った後がゆえに、飛鳥了と謂うのは厳密には間違いである可能性がある。

### 『CBキャラ 永井豪ワールド』
この作品の途中で了が本来の記憶を取り戻していることが分かるが、どの段階で取り戻したかは不明なので、一先ず記憶を取り戻していたと判明した場面までは飛鳥了の人格だと仮定した上で記述する。
パロディの世界に突如自分たちが入り込んでしまったことを知り、不動明に報告しようと、明が居候中の牧村家の自宅に無断で上がり込む。
最初は落ち着き払っていたが、しかし、白人の血が入ったハーフの美少年でスタイルが抜群に良かった自分自身が、パロディの世界に入ったことでギャグ調の見た目になったことを指摘されると激昂。牧村家の中で躊躇無く銃弾を放っている。結果的には明に命中したが、明を狙ったのか美樹を狙って撃ったが明が美樹を庇ったのかは不明。
彼はこの作品中で（ギャグの世界だとと謂うこともあるが）情緒不安定気味に描かれており、怒ると周りが見えなかったり、自分が現在攻撃してる相手が誰かわからなくなっている節がある（というか注意散漫気味）。
今作でも、やはり原作漫画や小説同様に美樹を敵視しており、明、美樹、了の三人の野宿で了に注目すると、上述の「夏の日」の彼には及ばずとも邪魔と言わん許に美樹を睨み付けており、実際この作中で見殺しの件も含めると二回ほど、美樹を殺そうとしていた。
さらにその内の一つでは、「俺と明の邪魔をする小娘（美樹）！死ぬが良い!!」と発言し、自らの手で美樹を殺害しかけた。
この作品世界の真実を不動明も認知し、彼と対立した際には静かに涙を流した。
この世界でも明に対しての配慮には力を注いでおり、「明を傷付けることだけはやめて貰おう」と敵を脅していた。
上記の通り情緒不安定で、明が自分を置いて美樹の元へ向かった後、佇みながら気取っていたが、刹那「バッキャロー!!!」と叫びながら涙を浮かべ、「俺を見捨てた奴は皆殺しだぁ～もう!!」と幼稚な言動を採るなど、精神的に少々幼い面もある。

## サタン
飛鳥了の正体。
白く輝く6対の翼を持ち、不動明を愛している耽美な堕天使。創造神の一柱でもある。
元々は天使であり、「暁のルシファー」、「明けの明星」と呼ばれるほど、天使の間でも並外れた美しさを誇っていた。サタンの作中で確認されている人間態である飛鳥了、不動ジュンは白人の血が入っているハーフ、アスカ蘭は純粋な白人ということから、客観的に見てサタンは人間の人種でいえば白人に近い外観であることは間違いない。
また、原作者直筆部分の『ネオデビルマン』に於ける「アーマゲドン」の加筆で戦う最中に微笑む場面があるなど、好戦的な節がある。「天使長ルシフェル」とも呼ばれ、その力も絶大。
手足や舌が切断されても、何度でも再生できるフォトン体。想像力で全てを生み出せる。

### 『デビルマン』（サタン）
自ら創り出した生命であるはずのデーモン（悪魔族）を恐れ忌み嫌い滅ぼそうとする神たちに反逆し、デーモン側に味方したことで天界を追われて堕天使となった。他の天使たち同様に男女両方の性を有するため、胸には女性の象徴ともいえる乳房が、股間にはヒトの男性生殖器同様に陰茎と陰嚢が確認できる。『週刊少年マガジン』連載以降に作者が描いたサタンには、金色の陰毛が描かれている。
デーモンの首領として神たちとの戦いに勝利し、次なる戦いに備えて自ら氷の中で二百万年の眠りについたが、再び目覚めた時に人間たちが地球を支配していることに激しく憤り、抹殺しようと画策する。
交通事故で死んだ飛鳥了の身分を手にいれ、サイコジェニーの能力でサタンの記憶を一時的に消去し、心身ともども人間「飛鳥了」（ただし本編での言及に拠ると人格操作はしていない模様）となっていたが、それは人類抹殺計画をより完璧にするための演出であり、サイコジェニーたちと再会した際に全てを思い出し、サタンとしての人類抹殺計画を本格的に始動させる。
その目論見通り、人類はデーモンによる恐怖で自滅し、計画は成功したかに思われた。
だが、唯一の誤算が存在した。両性生物である堕天使サタンは、正義を愛する心優しい少年 不動明を愛してしまっているのだ。
不動明を愛しているサタンは、彼の人格を残したままデーモンの新世界に生き残らせようとする。
全てを知った明＝デビルマンとの最終決戦「アーマゲドン」に生き残った後、デーモンによる人類抹殺がかつて神がデーモンを滅亡させようとしたことと同じであることに気づき、息絶えた明に懺悔しながら涙を流す。
サタンの行動は原作漫画と原作者による本編の中で起こっていたことを加筆した外伝作品の描写を原拠に、順を追うと以下のようになる。
神の右腕として活動。
デーモンをただ醜いという理由で滅ぼそうとした神に反逆する（描き下ろし版第一章：神話大戦）。神に勝利し、次の攻撃に備えてデーモンと共に眠りにつく。
氷から目覚めた後、どこかで不動明に恋に落ちる。
その後明の通う学校に潜入。
明を洗脳し、飛鳥了（サタン）を昔からの親友とする記憶を植え付け、不動明の親友、飛鳥了として振る舞い始めた（外伝「ネオデビルマン」永井豪直筆部分より）。
上述の一連の出来事の最中、了は明の優しさに触れた直後、「だから明の親友になった」と発言しており、その瞬間に明を上記の通りに洗脳し、その時初めてサタン（了）と不動明は親友になった。
この発言内容がサタンが明に恋に落ちた理由を示しているのか、それとも洗脳の契機となる発言としての役割を担っていたのか、乃至はその両方の意義があったのかは定かではない。
また、洗脳前の明が飛鳥了という名前に無反応だったことから、本物（サタンの成り代わりではない）の飛鳥了と不動明に接点はないようだ。
そして、明と了（サタン）はその後に親交を深め、二人だけで登山するまでに至る。
了は明を登山に誘ったのは明に地球の美しさを知って欲しかったからと発言しており、この時点では完全にサタンの意識は消えていない可能性がある。
それから父の海外勤務により明は父の親友の娘である牧村美樹の家で暮らすようになり、サタンと離れてしまう。
そしてその1ヶ月後、本編が開始する。
明曰く、その1ヶ月で了の性格は変わってしまったらしい。
麻薬入りのタバコを常用しているのが原因かもしれないという意見もある。本編での外見の変化も、明と再会しデーモンへの心の負担が軽減したことで、麻薬を絶ったとすれば説明がつくが、飛鳥了の外見の変化に本編中での言及はない。
ただ、明をして、飛鳥了は天使のように美しいと言われており、飛鳥了が絶大な美貌を持っていることは明らかである（実際に、白人とのハーフという身分が通用している）。
そして、本編中に外伝「新デビルマン」と「夏の日」の出来事が起こる。
この新デビルマンと「夏の日」から、サタンの記憶を消した人間の少年・飛鳥了としてもどこかで恋愛的に明を愛し始めてしまっていたことがわかった。
小説版では、サタンとして明確に明に対して告白し、拒まれてしまった。
そして二人の愛と憎悪の戦い「アーマゲドン」に突入する。
「デビルマン伝説」では、この戦いの合間もサタンは明に「どうして…一緒に生きることは考えてくれないの？」と呼び掛ける。
明が「二人のどちらかが生き絶えるまで戦いは終わらない」と一蹴してなおも明へ呼び掛けを続けた。
また、原作者・永井豪曰く、堕天したサタンに（天使の）翼が付いている理由は、神に反逆したからといってサタンの持つ其の絶大な美しさが取り上げられるとは思えないから（「激マン！デビルマンの章」より）とのことである。

### 続編『バイオレンスジャック』（サタン）
デビルマンの後、天使たちにより地球は創世記の世界となった。
サタンは再び地球の再生を試みた。
しかし、サタンの記憶の中の破壊された場所へのイメージが大地震を引き起こし、アーマゲドン後の荒廃した世界に逆戻りしてしまった。それでも、再生された人々は逞しく生きようとした。
サタンは人類と共に不動明を殺してしまった「ハルマゲドン（アーマゲドン）」がある種のトラウマとなり、後悔し、苦しみ続けていた。
その後悔の念が、自分自身に苛烈な試練と生き方を与え、同時に自身の分裂を引き起こした（人間で例えると多重人格）。
サタンは自身の記憶を再び消し、サタンの力を封じ、自身を人間以下の犬として、かつ四肢を切断され首輪を付けた人犬として、牧村美樹と共に生きるという自分自身（サタン）を罰する道を自ら望んだ。
そしてその人犬という姿はサタンの良心の化身になっていた。
一方サタンの悪の精神はスラムキングとして関東に君臨し、支配を企む魔王となった。
これはサタンの心の葛藤が実体化したものだった。人犬をスラムキングが虐待の限りを尽くしたのも自分で自分を責め立てて虐め抜く心の内の表れだった。
そして、サタンの複雑な心はさらに多くの、サタンの心を代弁する人々を産み出してしまった。その中のハニーたち七人はサタンの良心最後の賭けだった。
この七人が人犬を救いだせば、サタンは堕天前の天使長ルシフェルとして復活し、救い出せなければ大魔王サタンとして地球を再び無に返すつもりだった。
だが悪の心が勝ち、サタンは大魔王サタンとなった。
それでも心の底で自分を止める存在である不動明を望んでしまい、明をバイオレンスジャックとして復活させてしまった（ただし作品の中に登場する竜馬と門土の関係、そして結末による、ジャックはサタンの創りだした理想の不動明であり、本物では無いという示唆と捉えられる要素もある）。
ジャックとサタンの邂逅でサタンは悟ったような表情を見せ、明と供に地に落ちていった...。
その後、なぜかジャック（明）は人々の記憶から消えかかっていた（この現象はレディーでも出てくる）。

### 続編『デビルマンレディー』（サタン）
サタンは地獄にいる不動明により、コキュートスに落とされていると見なされていた。
明は地獄で会った地上の人間、不動ジュンとサタンの元へ向かった。しかし、会いに向かうとサタンは消えていた。滅亡したはずの地上から人々が地獄に落ちてくること、地上からアーマゲドンの歴史が消され、自分の物語が架空の歴史として置き換えられ人々に記憶されていることにより明は異常事態を感知する。
不動ジュンは明に頼まれ、地上にもどり、事の動向を調査するようになった。しかし、なぜか彼女から不動明そのものの記憶が日を増す毎に消えていくという、バイオレンスジャックのエピローグで起きたことと類似する現象が起こり始める。
そして物語の最終局面で全てが明かされる。サタンは再び記憶を消し、人間態の男性と女性に分離していた。自分の男性体（しかし超能力で女体に変化している）に「アスカ蘭」、女性体に「不動ジュン」と名付け、神たちにより歴史が改変された地上を再び取り戻すため、大天使ミカエルの目を欺くため、そして不動明を現世に復活させ、共に同じ道を歩むために活動していたのであった。
アーマゲドンの歴史を消し、不動ジュンから明の記憶を消した者はミカエルたちであり、神にとって都合の悪い歴史を取り除いてきたのだった。
物語の終盤、肉体が完全に男性化したアスカ蘭は、ホルモンをコントロールして女性らしい身体になった男だったことを不動ジュンに打ち明ける。筋肉質の立派な体躯に男性器を得たアスカに求められるまま、ジュンは逞しい彼に身体を許し、一夜の性交で受精した。アスカとのセックスを終えてから僅か半日たらずでジュンは臨月状態となって破水を迎え、地獄に居た本物の不動明を出産する。
男性体と女性体に分かれていたとはいえ、元はひとつの存在であったアスカ蘭と不動ジュンの肉体は融合して再びサタンに戻り、地獄で神を理解した今の明なら、自身（サタン）を理解してくれると確信。明に共に戦おうと笑顔で手を差しのべる。
『デビルマン』、『バイオレンスジャック』、『デビルマンレディー』の三作品に渡る不動明とサタン（飛鳥了）の確執は、明がサタンの手をとることで漸く無くなった。そして二人が率いるデーモン・デビルマン連合軍と、「神の軍団」である天使達との、真の「アーマゲドン（最終戦争）」が始まる。

### 外伝作品
『新デビルマン』：主に本編中にで起こった筈だが描かれていなかった飛鳥了の話の加筆がされていた。
しかし、その中での明と了の二人きりの過去への時間旅行はサタンの無意識の意思であると説明されている。
アーマゲドン前には、サタンは飛鳥了の姿で明に会いに行くが、明はまるで気づいていないかの如くサタンを無視、彼（彼女）の側を通過してしまう。
明が通りすぎる最中に一コマ毎に了（の姿をしたサタン）の顔が下に伏せていき、眉も下がって行く。
最後の一コマのサタンの表情は確認できない。
『ネオデビルマン』（永井豪 作）：アーマゲドンの最中が描写された。
その中でサタンは周りの敵を一瞬で消し去る戦闘力をみせた。
サタンは光線と思わしきものを明に浴びせ、その後明は下半身を失っている。
戦いの最中に明と了（サタン）の中学での出会いが回想されている。
サタンは飛鳥了の姿で中学に潜入。
明と出会い、明に対して、「君（明）が優しいから君の親友になった」という発言を尻目に、自身（飛鳥了＝サタン）と昔からの親友であるという記憶を洗脳で植え付ける。
その後、明と二人で登山に赴くほどの仲に進展する。
その中で了(サタン)は「地球の美しさを君(明)に知って欲しかったから登山に誘った」と語る。

### 小説 『真・デビルマン』（サタン）
概ねの設定は原作と同じ。
しかし性格はかなりの暴君。
側近のルシフェルたち（小説版 悪魔王ゼノン）からは「不動明しか見えていない」と評されている。
不動明に対し明確に告白したが拒絶され、「お前の前ではいつも美しくありたかったのに」と明に伝え、竜に変身した。
また、小説版ではサタンの美しさが細かく表現されている。
例 
不動明しか見えていない蒼い瞳、美しい音楽のような声、信じられないほど豊かな乳房、男とも女ともつかぬ美しい真珠色の身体 など

### OVA版（サタン）
外見において原作漫画版と差別化が図られており、無機質とも有機質とも言えない外観を持つ。
それだけがサタンとしての唯一の姿か、それとも原作同様の姿もあるのかは不明。
この作品のサタンは氷山で遭遇した不動明の父の記憶を吸収したとき、父の明への記憶と愛情も吸収してしまい、それが恋慕と化した模様。※あくまでこれはOVAのオリジナル設定である。ネオデビルマン（永井豪の製作した箇所）と原作本編の明の発言から、原作「デビルマン」で明の両親が海外勤務になったのは明とサタン（了）が出会うよりも後のことであるとわかる（つまりサタンは明の父が海外勤務に赴く前には既に復活を遂げていたことになる。）。

### ドラマCD 『デビルマン伝説』（サタン）
演じる役者が牧村美樹以外はOVAと一致しており、実質OVAの続編。
不動明一人を生き残らせるために仲間を大量に犠牲にしたことをゼノンから怒鳴られている。
また、ハルマゲドン（アーマゲドン）の最中に明に対しどうして自分（サタン）と共に生きることは考えてくれないのかを問うて嘆き、明にその呼び掛けが一蹴されてなおも明が死ぬと人間は完全に死に絶えることを引き合いに出し、自分の元へつくことを求めた。

### 『AMON_デビルマン黙示録』
漫画版： 神に反逆した罪で幽閉。
明が死ぬ記憶を延々と流され、愛する者である不動明が死ぬ罰を受け続けていた。
アニメ版： サタンとしての記憶が蘇った後、人類を疑心暗鬼にさせる発言で民衆を煽動する。
不動明が牧村美樹の死体を抱きながら泣き叫ぶ姿を宙に浮きながら見下ろしていた。
「全てがここから始まってしまう」などの、世界をやり直しているかのような発言をしている。
サイコジェニーを使い民衆を洗脳し、牧村美樹を殺害したかのような描写もある。
原作外伝「新デビルマン」同様に物語の最後、最終戦争が始まる前に飛鳥了の姿で不動明に会いに行くが、数秒の対峙の後、不動明は無視して通りすぎて行ってしまう。
原作や外伝、小説「真・デビルマン」とは異なり、瞳は蒼眼ではなく淡い緑。
明から身体を取り返したアモンは、サタンが不動明という唯一人を生き残らせるために自分（アモン）を嵌めて犠牲にし、あまつさえその明に身体を支配された屈辱と怒りを光線に乗せてサタンにぶつけようとした。
しかしサタンの配下・サイコジェニーに妨害される。
サタンはアモンに身体を取り返され、意識が無くなった明に対し、「目を覚ませ、明ァァァ!!!」と叫び、明の復活を願った。
その後、「新デビルマン」と同様、アーマゲドン前に明に会いに行く。
しかしやはり明はサタンを無視して通り過ぎる。
サタンは明が通り過ぎた後、寂寥を感じさせる表情で視線を地面に下げ、物語は終了する。

### 実写版 『DEVILMAN』（サタン）
漫画版と異なり、サタンとしての姿に5対の翼を持つ天使のような形態と、その姿が硬質化し、威嚇的になった戦闘形態がある。
不動明と人間態の姿が酷似しており本編でも牧村美樹に言及されている。
それが偶然なのかサタンが意図的に明に似せたのかは不明。
掌からデビルマンが苦しむほどの電気を発生させる、デビルマンを吹き飛ばすエネルギー波を放つなど、終始デビルマンを圧倒する戦闘力を見せた。
自分（サタン）がデーモンに取り憑かれて化け物になったと騙し（実際は生まれた時から既に人間ではなくサタン。明は終盤にサタンに始め（幼少）から了（人間）ではなくサタンであることを隠し、騙していたことを非難されている。)、明をアモンと合体させ、デビルマンを創る。
その後物語の新たな展開の度、飛鳥了として現れる。
明を殺しかけたシレーヌを自分の手で消した描写がある。
意識のない明を消そうとしたシレーヌに対して怒鳴り、明が目覚めるとシレーヌは消えていた。
その後シレーヌは登場せず（この時既にデーモン側でないと知らないシレーヌの恋事情を知っている発言がある）。
他作品と違い、サタンには両性具有という明確な描写はなく、明への愛も原作や外伝のような同性愛や異性愛なのか、幼少期からの親友としての友愛なのかは不明（この作品では了と明は幼少からの親友）。
原作含めた他作品ではサタンは明に対して戦っている最中も愛を投げ掛ける（「デビルマン伝説」より）、戦いを躊躇し、明と戦いたくないことから涙を流す（原作漫画「デビルマン」より）など、明との戦いを気後れしているが、本作品は決別した後は「滅ぶのはお前（明）だ」と発言しており、デーモンの大群に一人でなお立ち向かう明に涙を流しはしたが、他作品のサタンとは違い、明確に明に殺意を抱いている（涙を流すのは序盤の了の「デーモンは泣かない」というセリフへの掛け合わせ＝サタンもまた涙を流した時にデーモンではなくデビルマンとなったという示唆ともとれる）。
そしてアーマゲドンの後、サタンと明は和解。死んでしまった不動明に「お前（明）が逝くなら、俺もすぐに逝くからな」と言葉を落とし、直後明が笑顔を見せたことに喜びを感じ物語から退場する。
原作漫画版や派生作品と違いこの作品は、サタンと明がアーマゲドンのすぐ後に和解することが出来た現状唯一の作品である。
因みにこの作品とcrybaby版では、サタンと明は幼少からの親友。中学で知り合った原作とは設定が異なる。
また、こちらの作品のサタンは他作品と違い、記憶操作を行っておらず、飛鳥了として振る舞っていたころからサタンの人格であった。このケースは実写版だけでなく、「CBキャラ 永井豪ワールド」でも同様である。
この世界では飛鳥了としての父親を原作漫画同様に洗脳して共に生活していたのかそもそも父も元々デーモンで明を騙すために芝居をしたのかは不明。

### アニメ版『DEVILMAN crybaby』（サタン）
監督湯川政明曰く、漫画版と違い愛を求めて神と戦ったが、敗れてしまったという設定。
冒頭の「私は嫌われ者」は天使時代の彼（彼女）自身のことを指しているとも、人間として生きていた期間のこととも捉えられる。
神との愛の戦争に敗れた後、「愛はない。愛などない。ゆえに悲しみもない」と思い始める。
その後飛鳥了として復活した際に不動明と会う。
作品冒頭で光が宿っていなかったサタン（了）の瞳は明との接触により、光を宿すこととなった描写がある。
漫画版と同じく、サタンは不動明を新世界で生き残れるように、最強の器であるアモンを犠牲にすることで、明をデビルマンにする。
明との最終決戦後、幼いころの明が言っていることを思いだし「愛はない、ゆえに悲しみもない、そう思っていた」「俺ばっかりに喋らせるな」と明に話しかけた。
かつての自身の思いを過去のものにしていることから、この時点でサタンは愛を知ったと思われる。
しかし、明は漫画版同様、下半身を失い既に屍となっていた。
サタンは何かを感じるが、自身が悲しんでいるとは理解できず、その意味を問いながら、「嫌だよ」「独りにするな」「話を聞いてくれ」と、物言わぬ明に悲しみを溢れさせ、彼の遺体を抱きながら涙を流した。